# Satigny
Satigny ist eine politische Gemeinde des Kantons Genf in der Schweiz.

## Geographie
Auf einer Fläche von 1908 Hektar zählt Satigny rund 4000 Einwohner. Satigny wird umschlossen von den Schweizer Gemeinden Meyrin, Vernier, Dardagny und Russin sowie Thoiry und Saint-Genis-Pouilly im französischen Département Ain. Die Rhone bildet die Grenze zu den schweizerischen Gemeinden Aire-la-Ville und Bernex.
Die Gemeinde umfasst auch die Dörfer und Weiler Bourdigny-Dessous, Bourdingy-Dessus, Choully, Peissy, Peney-Dessous und Peney-Dessus.

## Bevölkerung
| Bevölkerungsentwicklung | Bevölkerungsentwicklung                         | Bevölkerungsentwicklung | Bevölkerungsentwicklung | Bevölkerungsentwicklung | Bevölkerungsentwicklung | Bevölkerungsentwicklung | Bevölkerungsentwicklung | Bevölkerungsentwicklung |
| ----------------------- | ----------------------------------------------- | ----------------------- | ----------------------- | ----------------------- | ----------------------- | ----------------------- | ----------------------- | ----------------------- |
| Jahr                    | 1481                                            | 1818                    | 1850                    | 1900                    | 1950                    | 2000                    | 2010                    | 2017                    |
| Einwohner               | 29 Feuerstätten (ohne Bourdigny, Peissy, Peney) | 900                     | 1044                    | 1343                    | 1373                    | 2785                    | 3600                    | 4118                    |

## Politik
- L’Alternative (SP): 4
- Assemblage (Mitte-GLP): 2
- Satigny Ma Commune (FDP): 7
- LJS: 3
- SVP: 3

Die gesetzgeberische Gewalt wird durch den Munizipalrat (Conseil municipal) wahrgenommen. Er zählt 19 Sitze und wird alle fünf Jahre direkt vom Volk im Proporzwahlverfahren mit einer 7-Prozent-Hürde gewählt. Der Munizipalrat bestimmt das Stadtbudget und stimmt über Vorlagen der Stadtregierung (Conseil administratif) ab. Ausserdem kann er selber Vorstösse lancieren. Die oben stehende Grafik zeigt die Sitzverteilung nach den letzten Gemeindewahlen vom März 2025.

## Wirtschaft

Luftbild (1964)

Satigny ist die grösste Weinbaugemeinde der Schweiz, siehe auch Weinbau in der Schweiz. Seit 1976 produziert hier der Duft- und Aromenhersteller Firmenich.

## Sehenswürdigkeiten
Auf dem Gemeindegebiet von Satigny liegen drei Schlossanlagen und drei Landgüter, von denen das Schloss Choully und das Landgut Pellegrin als Kulturgut von nationaler Bedeutung eingestuft sind.

## Persönlichkeiten
- Jacob-Elisée Cellérier (1785–1862), evangelischer Geistlicher und Hochschullehrer an der Akademie Genf
- John Rochaix (1879–1955), Agrarwissenschaftler und Politiker

## Partnergemeinde
Seit dem Jahr 2022 ist Satigny mit der Gemeinde Arlesheim im Kanton Basel-Landschaft vertraglich «verpartnert».